# شعارات النبالة في إستونيا
فيما يلي شعارات النبالة لمقاطعات إستونيا الـ 15 .

## شعارات النبالة

مقاطعة هاريو
مقاطعة هيو
مقاطعة إيدا فيرو
مقاطعة يوجيفا
مقاطعة يارفا
مقاطعة لانا
مقاطعة لين-فيرو
مقاطعة بولفا
مقاطعة بارنو
مقاطعة رابلا
مقاطعة ساري [الإنجليزية]
مقاطعة تارتو
مقاطعة فالغا
مقاطعة فيلياندي
مقاطعة فورو